# مبنای محاسبه نوروز

وضعیت تابش خورشید و برابری روز و شب در اعتدال بهاری

دایره آبی استوای سماوی و دایره زرد مسیر ظاهری حرکت خورشید (دائرةالبروج) را نشان می‌دهد. نقطه برخورد این دو، اعتدال بهاری یا اعتدال پائیزی است.

مبنای محاسبه نوروز یا روز سرآغاز سال در گاهشماری هجری خورشیدی، بر اساس زمان تحویل خورشید به برج حمل یا نقطه اعتدال بهاری است.
چنانچه لحظه تحویل سال، قبل از ظهر باشد همان روز نوروز است و در صورتی‌که تحویل سال بعد از ظهر واقع شود، فردای آن نوروز است. نوروز در تقویم میلادی با ۲۰، ۲۱ یا ۲۲ مارس مطابقت دارد.
مرز زمانی تحویل سال ظهر است که در تقویم رسمی ایران به اعتباری با توجه به افق نصف النهار پنجاه و دو نیم درجه شرقی بعد از لحظه ظهر (حدود ۱۲ و ۷ دقیقه و ۸±۱۵ ثانیه) می‌باشد.

## تاریخچه
محاسبهٔ سال خورشیدی تا پیش از پیدایش تاریخ جلالی در سال ۴۶۷ یا ۴۷۱ به این ترتیب بود که سال را به دوازده ماه سی روزه تقسیم می‌کردند که جمعاً ۳۶۰ روز می‌شد. پنج روز باقی‌مانده را در پایان آبان‌ماه یا اسفندماه بر آن می‌افزودند که جمعاً ۳۶۵ روز می‌شد. با این حال پنج ساعت و ۴۸دقیقه و ۴۵/۵۱ ثانیه باقی می‌ماند. این زمان در هر چهار سال، یک روز می‌شد و از آنجا که در محاسبه نمی‌آمد، روز اول فروردین در فصول سال تغییر می‌کرد. این ماه‌های خورشیدی نیز در آن زمان، مانند ماه‌های قمری در فصول سال متغیر بود یعنی نوروز در آغاز فروردین واقعی، یعنی نقطه آغاز اعتدال بهاری قرار نداشت.
زمانی که یزدگرد سوم، آخرین شاه ساسانی در سال ۶۳۲ میلادی به تخت نشست، روز نخست سال، یعنی اول فروردین در آن تاریخ، مطابق بود با شانزدهم حزیران (ژوئن)؛ مطابق با ۲۷ خرداد. پس از آن با محاسبه بالا، روز نوروز یا اول فروردین، هر چهار سال، یک روز به عقب می‌آمد.
در سال ۴۶۷. ق، روز نوروز مطابق دوازدهم حوت یا اسفند بود. در این سال، ملکشاه سلجوقی، دستور داد تا منجمان، محاسبه دقیقی از سال خورشیدی انجام دهند و روز اول فروردین را معین کنند. بر اساس محاسبه خواجه عبدالرحمان خازنی، اخترشناس مرو، عوض آن که بر اساس محاسبه قبلی، روز واقعی دوازدهم اسفند اول فروردین دانسته شود، اول فروردین را هجده روز جلوتر برده و در ابتدای اعتدال بهاری، یعنی فروردین واقعی قرار گرفت. در محاسبه جدید، هر سال را در چهار نوبت، ۳۶۵ روز محاسبه کرده (دوازده سی روز به ضمیمه پنج روز که در آخر ماه آبان یا اسفند افزوده می‌شد) و سال پنجم را ۳۶۶ روز محاسبه کردند. البته پس از هر هشت دوره چهارساله، سال پنجم را ۳۶۶ قرار می‌دادند. در این محاسبه آن پنج ساعت و اندی نیز در محاسبه می‌آمد. بدین ترتیب، روز نوروز به عنوان نخستین روز فروردین ماه، از آن سال ثابت ماند.
بنابر این، نخستین سالی که روز اول فروردین آن دقیقاً مطابق آغاز زمان اعتدال بهاری بود، سال ۴۶۷ یا ۴۷۱ بوده‌است.
سال قمری، به عنوان سالشمار پذیرفته شده در آیین‌های دینی در دین اسلام پذیرفته شده و در میان مردم و کتاب‌های تاریخی مرسوم بوده‌است. در کنار آن، سال خورشیدی به دلیل ثبات آن در تعیین فصول، همیشه به عنوان سال مورد استفاده در کشاورزی و خراج و جز آن، اهمیت خود را حفظ کرده و در تقویم‌ها محاسبه و یاد می‌شده‌است. تطبیق این دو روز شمار با یکدیگر در فرهنگ‌های مختلف همیشه مورد بحث واقع شده و راه حلهای مختلفی برای آن عرضه شده‌است. سیری از این تطبیق‌ها در میان تاریخ قمری و خورشیدی را تقی‌زاده مورد بحث قرار داده‌است. (مقالات تقی‌زاده، ج ۱۰، گاه شماری در ایران قدیم، فصل پنجم، ص ۱۵۳به بعد).
در سال ۱۳۰۴ خورشیدی (۱۳۴۳ قمری، مطابق ۱۹۲۵ میلادی) در ایران، تقویم خورشیدی به عنوان تقویم رسمی پذیرفته شد. محاسبه پیشین که دقیق بود، مراعات شد و تنها به جای افزودن پنج روز به سال، شش ماه نخست سال را سی و یک روز، و پنج ماه دوم را سی روز و اسفند را بیست و نه روز قرار دادند که هر چهار یا پنج سال، سی روز محاسبه می‌شود. سالی که اسفند آن سی روز بود، کبیسه نامیدند (در یک دورهٔ ۳۳ ساله، ۸ سال کبیسه وجود دارد، یعنی در هر دوره، یکبار به جای هر چهار سال، بعد از پنج سال کبیسه می‌شود.
در قانون اساسی جمهوری اسلامی ایران نیز مبنای محاسبه سال خورشیدی بوده و سال قمری نیز در کنار آن به عنوان تقویم دینی مورد تأکید قرار گرفت. قانون اساسی جمهوری اسلامی افغانستان نیز سال خورشیدی را به عنوان تقویم رسمی پذیرفته است.